# Maya (ミュージシャン)
maya（マァヤ、7月30日 - 年齢非公表）は、日本のミュージシャンである。LM.Cのボーカル担当。長野県出身。

## 来歴
小学生の頃にバンドに興味を持ち始めて、中学生の頃にギターを始めた。Sinnersを結成。Sinnersのメンバーと共にPIERROTのローディーとして勧誘されたが、断りSinnersの他のメンバーがローディーとなった。2002年にSinnersが解散。PIERROTのAijiとLM.Cを結成。2006年10月4日、ポニーキャニオンよりLM.Cのメンバーとしてシングル「Trailers【Gold】」「Trailers【Silver】」を2枚同時リリースし、デビュー。

## 人物
Sinners及び雅-miyavi-のバックバンドのギタリストをしていた。
ロックバンド「THE MAD LM.C」として活動する際は、個人名をMAD MAYA（ベーシスト）に変化している。
Aijiとは昔からの交友関係であり、普段は一緒に外出したりしている。
地元の美容室、市場、ライブ制作会社でアルバイトをしていた。
パソコンで気になったことをすぐ検索する。